# Xã Beardstown, Quận Cass, Illinois
Xã Beardstown (tiếng Anh: Beardstown Township) là một xã thuộc quận Cass, tiểu bang Illinois, Hoa Kỳ. Năm 2010, dân số của xã này là 6.983 người.